# La Nuit des rois (film, 1955)
Pour les articles homonymes, voir La Nuit des rois et La Nuit des rois (homonymie).
Pour plus de détails, voir Fiche technique et Distribution.
La Nuit des rois (Двенадцатая ночь, Dvenadtsataya noch) est un film soviétique réalisé par Ian Frid, sorti en 1955,.

## Fiche technique
- Titre original : Двенадцатая ночь, Dvenadtsataya noch
- Réalisateur : Ian Frid
- Scénario : Ian Frid
- Musique : Alekseï Jivotov
- Décors : Semion Malkine
- Durée : 90 minutes
- Date de sortie : 1955

## Distribution
- Klara Loutchko : Viola / Sebastian
- Alla Larionova : Olivia
- Vadim Medvedev : Duke Orsino
- Mikhaïl Yanchine : Sir Toby Belch
- Georgiy Vitsin : Sir Andrew Aguecheek
- Vassili Merkouriev : Malvolio
- Bruno Frejndlikh : Feste, le bouffon
- Anna Lissianskaïa : Maria
- Sergey Filippov : Fabian
- Sergueï Loukianov : Antonio
- Aleksandr Antonov : capitaine du bateau
- Sergueï Karnovich-Valua : Valentin
- Piotr Loukine :
- Irina Protopopova :
- Nadejda Roussanova :
- Lev Stepanov : garde
- Nina Ourgant : servante
- Aleksandr Zakharov : gentilhomme